# Činěves
Činěves (en allemand : Tschinowes) est une commune du district de Nymburk, dans la région de Bohême-Centrale, en République tchèque. Sa population s'élevait à 503 habitants en 2020.

## Géographie
Činěves se trouve à 7 km à l'ouest-nord-ouest de Městec Králové, à 14 km à l'est-nord-est de Nymburk et à 58 km à l'est-nord-est de Prague.
La commune est limitée par Dymokury au nord, par Záhornice et Městec Králové à l'est, par Velenice et Úmyslovice au sud, et par Netřebice, Vestec et Křinec à l'ouest.

## Histoire
La première mention écrite de la localité date de 1294.